# Salix dichroa
Salix dichroa är en videväxtart som beskrevs av Döll. Salix dichroa ingår i släktet viden, och familjen videväxter. Inga underarter finns listade i Catalogue of Life.